# Дмитрий Бухарин
Дмитрий Бухарин (англ. Dmitri Bukharin), также известный как Красное Динамо (англ. Crimson Dinamo) и Авиа-Удар (англ. Airstrike), — вымышленный персонаж во Вселенной Marvel Comics.
Хотя он не был первым или последним персонажем, носившем имя Красное Динамо, он провел самое долгое время, используя эту личность и броню.

## История публикаций
Он впервые появился в Iron Man #109 (Апрель 1978), созданный писателем Биллом Мантло и Кармайном Инфантино.

## Вымышленная биография персонажа
Дмитрий родился в Куйбышеве, Россия (некоторые источники говорят, что в Москве). Он был сотрудником КГБ, который стал пятым Красным Динамо, когда КГБ лишило предыдущего Красного Динамо его брони и отдало её Дмитрию. Дмитрий был послан работать с Советскими Супер-Солдатами, объединившись с товарищами по команде Темной Звездой и Авангардом. На первой зарегистрированной миссии, они пошли исследовать сигнал, поступивший от Синей Области Луны, и были атакованы Ригелианцами, которые приняли их за врагов, Рыцарей Вандагора. Когда Червовый Валет и Железный Человек прибыли заняться расследованиями, Красное Динамо подумал, что это напали именно они, и сражался против героев. Когда Супер-Солдаты получили новое задание от своего начальства, они работали вместе с Железным Человеком и Щ.И.Т.ом, сражаясь против Ригелианцев. Конфликт подошел к концу, когда один из Летописцев Ригелианцев освободил командующего флота своей команды.
Позже, Супер-Солдаты вторглись в США, чтобы похитить Доктора Дэниела Айронвуда от имени КГБ, чтобы помочь Николаю Куцову построить анти-матерную бомбу, а также взяли в плен его дочь Сисси. Они были побеждены Алексеем Важиным, Человеком-Пауком и Брюсом Бэннером.
Полковник Юрий Бревлов добавил Большую Медведицу к рядам Супер-Солдат и послал их на место ядерного взрыва Присутствием. Когда Темная Звезда телепортировала их к месту, они столкнулись с Халком и сражались против него, хотя он победил целую команду. Супер-Солдаты обнаружили, что Дмитрий был агентом КГБ, и выгнали его из группы.
Дмитрий был позже нанят в качестве защитника лаборатории Доппельгангера в Сибири. Нося гигантскую версию брони Красного Динамо, он сражался против Икс-Фактора, но был побежден.
Когда другие советские Супер-Солдаты оставляют работу на российское правительство, они объединились с мутантом Гремлином, который использовал энергетическую броню Титанового Человека. Дмитрий убедил их помогать ему на миссии исследовать катастрофу Астероида М Магнето, хотя команда больше не доверяла ему из-за связей с КГБ. Люди-Икс и Мстители нашли Магнето первыми, и когда они отказались выдать его, Супер-Солдаты атаковали. Хотя броня Дмитрия была ужасно повреждена Капитаном Марвелом, русские снова преследовали американских героев. Когда Люди-Икс и Мстители показали Супер-Солдатам, что Красное Динамо был ответственен за катастрофу, в первую очередь, они отдали Дмитрия властям.
Позже, Красное Динамо и Титановый Человек были проинформированы российским правительство о том, что Железный Человек нападал на людей в энергетической броне. Дмитрий стремился служить правительству, но Гремлин отказался сотрудничать, таким образом, правительство использовало его в качестве приманки. Когда Железный Человек наконец догнал их, он разрушил броню Титанового Человека с Гремлином внутри и разрушил броню красного Динамо.
Броня Красного Динамо была восстановлена, и он присоединился к Верховным Советам, группе суперлюдей, который были лояльны к советскому правительству. Между тем, советские Супер-Солдаты попросили убежище от российского правительства в штаб-квартире Мстителей. Красное Динамо, вместе с Верховными Советами, замаскировал себя в качестве члена Мстителей и жестоко напал на своих бывших товарищей по команде, оставив их умирать. Духи эти трех героев взяли энергетическую форму «Великого Зверя» и напали на Москву, а Верховные Советы попытались остановить существо, но были поглощены в него. Умирающие герои намеревались отомстить, убив их убийц, но Капитан Америка убедил их позволить другим жить.
Генерал-Полковник Валентин Шаталов приказал Красному Динамо вылечить оригинального Титанового Человека в Нью-Йорке; Буллский был на миссии, работая с членами Зеленого Освободительного Фронта, которые включили его. З.О.Ф. обнаружили миссию Красного Динамо и напали на него, и он повторно активировал Титанового Человека, который убил участников З.О.Ф.а. Скандал по поводу резни позволил Генерал-Полковнику Валентину Шаталову использовать свой ранг, чтобы получить броню Красного Динамо от Дмитрия Бухарина для своего собственного использования. Дмитрий стал отступником от КГБ.
К этому времени, его бывшие товарищи по команде назвали себя Народным Протекторатом. Дмитрий рассказал им, что произошло, и они приняли его в новую команду в качестве Авиа-Удара, и остальная часть Верховных Советов также объединилась с этой командой.

### Темное правление
Когда Тони Старк стал самым разыскиваемым человеком в мире, он сбежал в российское воздушное пространство, где он был подстрелен Дмитрием. Полагая, что настоящий Железный Человек не был бы подстрелен так легко, Дмитрий предположил, что он был самозванцем. Однако, он сумел признать своего друга и предоставил ему броню Динамо, чтобы достичь соседнего центра Старка. Он также не разрешил Норману Осборну войти на его территорию, чтобы арестовать Пеппер Поттс, заявив, что не одурачит его способом, которым Осборн одурачил Америку.

### Зимняя Охрана
Как отмечено в Hulk: Winter Guard, Дмитрий теперь связан с Зимней Охраной и российским Исполнительным Комитетом Безопасности.

## Силы и способности
Как Красное Динамо, Дмитрий носил костюм энергетической брони, разработанной советским правительством. Эта броня предоставляет ему сверхчеловеческую силу (до 35 тонн) и прочность, полет, ручные бластеры, ракеты и радиооборудование.
Как Авиа-Удар, он носит различные костюмы энергетической брони. Она содержит бластеры в запястьях, и по-видимому предоставляет возможности полета и защиты.

## Другие версии

### Дни Будущего Прошлого
Дмитрий появляется в сюжетной линии "Дни Будущего Прошлого", как владелец бара ветеранов войны в Москве.

## Вне комиксов

### Видео игры
- В видео игре «Marvel Super Hero Squad», костюм Авиа-Удара Дмитрия появляется в качестве дополнительного костюма для Красного Динамо.